# 숨바꼭질이나 술래잡기해요
숨바꼭질이나 술래잡기해요(かくれんぼか鬼ごっこよ)는 2008년 12월 10일 킹 레코드에서 발매된, 애니메이션 안녕, 절망선생의 관련 앨범이다.

## 개요
- 애니메이션 "안녕, 절망선생"의 작화감독인 모리오카 히데유키가 앨범커버를 디자인하였다.
- 초회 한정판은 DVD가 첨부되어 있으며, 커버가 다르다.
- 대한민국에선 정식 발매되지 않았다.

## 수록곡
전곡 작사 : 오오츠키 켄지 / 작곡 : NARASAKI
1. Intro - 오오츠키 켄지와 절망소녀들 (Intro - 大槻ケンヂと絶望少女達)
  - 노래 : 오오츠키 켄지, 고토 유코, 노나카 아이, 마츠키 미유, 사나다 아사미, 사와시로 미유키, 신타니 료코, 이노우에 마리나, 코바야시 유우, 타니이 아스카
2. 니트 낚시
  - 노래 : 오오츠키 켄지, 노나카 아이, 사와시로 미유키, 신타니 료코, 이노우에 마리나, 코바야시 유우
3. 공상 룸바 - 소녀가 달라ver (空想ルンバ - 少女が違うVER)
  - 노래 : 오오츠키 켄지, 고토 유코, 마츠키 미유, 사나다 아사미, 타니이 아스카
4. 이불 가득 사랑을! 절망소녀ver (綿いっぱいの愛を! 絶望少女版)
  - 노래 : 오오츠키 켄지, 노나카 아이, 마츠키 미유, 사나다 아사미, 사와시로 미유키, 코바야시 유우
5. 절망유희 (絶望遊戯)
  - 노래 : 오오츠키 켄지, 마츠키 미유, 이노우에 마리나
6. 신경질적 피카소・아슬아슬 삐에로 (ヒキツリピカソ・ギリギリピエロ)
  - 노래 : 오오츠키 켄지, 사와시로 미유키
7. 무신론자가 성야에 (無神論者が聖夜に)
  - 노래 : 오오츠키 켄지, 노나카 아이, 신타니 료코
8. 인형들 (人形たち)
  - 노래 : 오오츠키 켄지, 노나카 아이
9. 사람으로서 축이 흔들리고 있어 - 소녀가 달라ver (人として軸がぶれている - 少女が違うVER)
  - 노래 : 오오츠키 켄지, 고토 유코, 마츠키 미유, 사나다 아사미, 타니이 아스카
10. 안녕! 절망선생 (さよなら！ 絶望先生)
  - 노래 : 오오츠키 켄지, 노나카 아이, 신타니 료코, 이노우에 마리나, 코바야시 유우
11. 잘자요 - END (おやすみ - END)
  - 노래 : 오오츠키 켄지, 사나다 아사미, 타니이 아스카
12. 공상룸바 Rap.ver (空想ルンバらっぷ)
  - 노래 : 오오츠키 켄지와 절망소녀들 feat.랩비트